# Abu Zurajk (Palestyna)
Abu Zurajk (arab. ابو زريق) – nieistniejąca już arabska wieś, która była położona w Dystrykcie Hajfy w Mandacie Palestyny. Wieś została wyludniona i zniszczona podczas wojny domowej w Mandacie Palestyny, po ataku sił żydowskiej Hagany w dniu 12 kwietnia 1948 roku.

## Położenie
Abu Zurajk leżała na północno-wschodnich zboczach wzgórz Wyżyny Manassesa, powyżej Doliny Jezreel. Wieś była położona na wysokości 100 metrów n.p.m., w odległości 24 kilometrów na południowy wschód od miasta Hajfa. Według danych z 1945 do wsi należały ziemie o powierzchni 649,3 ha. We wsi mieszkało wówczas 550 osób.
| Własność gruntów | Powierzchnia gruntów (ha) |
| ---------------- | ------------------------- |
| Arabowie         | 440,1                     |
| Żydzi            | -                         |
| publiczne        | 209,2                     |
| Razem            | 649,3                     |

| Rodzaj użytkowanych gruntów | Arabowie (ha) |
| --------------------------- | ------------- |
| uprawy nawadniane           | 28,2          |
| uprawy zbóż                 | 409,2         |
| uprawy oliwek               | 10            |
| uprawy cytrusów             | 0,1           |
| nieużytki                   | 211,8         |

## Historia
Nie jest znana data założenia wioski. W wyniku I wojny światowej, w 1918 roku cała Palestyna przeszła pod panowanie Brytyjczyków, którzy utworzyli Mandat Palestyny. W okresie panowania Brytyjczyków Abu Zurajk była dużą wsią, której mieszkańcy utrzymywali się z upraw zbóż. Istniała w niej szkoła podstawowa dla chłopców oraz meczet.

Przyjęta 29 listopada 1947 roku Rezolucja Zgromadzenia Ogólnego ONZ nr 181 zakładała podział Palestyny na dwa państwa: żydowskie i arabskie. Plan podziału przyznawał obszar wioski Abu Zurajk państwu żydowskiemu. Żydzi zaakceptowali plan podziału, jednak Arabowie doprowadzili dzień później do wybuchu wojny domowej w Mandacie Palestyny. Od samego początku wojny wieś była wykorzystywana przez arabskie milicje, które sparaliżowały żydowską komunikację w regionie. W dniu 4 kwietnia 1948 roku siły Arabskiej Armii Wyzwoleńczej zaatakowały pobliski kibuc Miszmar ha-Emek, rozpoczynając dziesięciodniową bitwę o Miszmar ha-Emek. Żydzi po odparciu napaści, zdołali przejść do kontrataku i w nocy z 11 na 12 kwietnia zdobyli Abu Zurajk. Wysiedlono wówczas wszystkich jej mieszkańców, a następnie 15 kwietnia wyburzono domy .

## Miejsce obecnie
Teren wioski Abu Zurajk pozostaje opuszczony, jednak jej pola uprawne zajął sąsiedni kibuc Ha-Zore’a. Palestyński historyk Walid Chalidi, tak opisał pozostałości wioski Abu Zurajk: „Teren porastają kaktusy oraz drzewa figowe i oliwne”.